# Drugi improwizowany pociąg pancerny Obrony Wybrzeża
Pociąg Pancerny Obrony Wybrzeża, drugi – pociąg opancerzony Wojska Polskiego II RP, improwizowany podczas kampanii wrześniowej przez Lądową Obronę Wybrzeża.
Latem 1939 roku dowództwo Lądowej Obrony Wybrzeża postanowiło sformować jednostkę pociągów pancernych do obrony wybrzeża. 3 września, już po wybuchu wojny, warsztaty opuścił drugi improwizowany pociąg; składał się on z dwóch krytych wagonów wzmocnionych skrzyniami z piaskiem i arkuszami z blachy, załogę stanowili żołnierze 2 Morskiego pułku strzelców (2 plutony – piechoty i ckm). Pociąg wziął udział w jednej tylko akcji bojowej, w nocy z 3 na 4 września, pod dowództwem por. A. Matuszaka. Wspomagał trzy bataliony atakujące Osowę i Wysoką, gdzie umocnił się 2 pułk Landespolizei. Pociąg pancerny miał za zadanie dokonanie dywersyjnego ataku z rejonu Wielkiego Kacka. Pociąg ruszył bez wsparcia piechoty i po potyczce z piechotą wroga wycofał się do polskich linii z ośmioma rannymi. Wypad oceniono jako sukces, ale uznano też, że pociąg ma niską skuteczność bojową (zwłaszcza słaby pancerz) i przekazano go władzom kolejowym.